# سد سردوان
سد سردوان مربوط به دورهٔ ساسانی است و در شهرستان زیرکوه، حاشیهٔ روستای سردوان واقع شده و این اثر در تاریخ ۲۴ اسفند ۱۳۸۴ با شمارهٔ ثبت ۱۵۳۱۴ به‌عنوان یکی از آثار ملی ایران به ثبت رسیده است.